# NGC 5238
NGC 5238 ist eine verschmelzende spiralförmige Zwerggalaxie vom Hubble-Typ Sdm im Sternbild Jagdhunde  am Nordsternhimmel. Sie ist schätzungsweise 15 Millionen Lichtjahre von der Milchstraße entfernt und hat einen Durchmesser von <10.000 Lichtjahren.

Im selben Himmelsareal befinden sich u. a. die Galaxien NGC 5225 und NGC 5250.
Das Objekt wurde am 26. April 1789 von dem Astronomen William Herschel mit einem 18,7-Zoll-Spiegelteleskop entdeckt.